# Associazione Calcio Forlì 1959-1960
Questa voce raccoglie le informazioni riguardanti l'Associazione Calcio Forlì nelle competizioni ufficiali della stagione 1959-1960.

## Stagione
Nella stagione 1959-1960 il Forlì ha disputato il girone B del campionato di Serie C, un torneo a 18 squadre che prevede una promozione e due retrocessioni. Con 34 punti in classifica il Forlì si piazza in settima posizione. Sale in Serie B il Prato che vince con 47 punti il torneo davanti al Livorno con un punto in meno. Scendono in IVª Serie la Maceratese ed il Carbonia.
La squadra biancorossa viene affidata all'ex nazionale Guido Corbelli che in carriera aveva vestito le casacche di Milan, Venezia e Parma, ma la difficile partenza della squadra convince la dirigenza a portare in panchina Alvaro Bentivogli guerriero di tante battaglie nel Forlì degli anni trenta, con lui la squadra si trasforma, inanellando buoni risultati, come la vittoria sulla forte Lucchese di Leo Zavatti, i pareggi esterni di Livorno e Pisa. Al termine del torneo arriva un dignitoso settimo posto nel campionato vinto dal Prato. In difesa si segnala il milanese Antonio Colombo che poi dal Forlì spiccherà il volo in Serie A con le maglie di Genoa e Spal. Tre giocatori biancorossi Giusto Lodi, Dante Serra e Vittorio Morelli con 7 reti sono i migliori marcatori stagionali.

## Rosa
| N. |                   | Ruolo | Calciatore          |
| -- | ----------------- | ----- | ------------------- |
|    | Italia (bandiera) | C     | Mario Bassi         |
|    | Italia (bandiera) | D     | Giovanni Brunelli   |
|    | Italia (bandiera) | P     | Roberto Camprini    |
|    | Italia (bandiera) | D     | Angelo Coccoli      |
|    | Italia (bandiera) | D     | Antonio Colombo     |
|    | Italia (bandiera) | P     | Brenno Fontanesi    |
|    | Italia (bandiera) | C     | Gianenrico Ghigi    |
|    | Italia (bandiera) | C     | Gianpaolo Landi     |
|    | Italia (bandiera) | A     | Giusto Lodi         |
|    | Italia (bandiera) | C     | Paolo Luzi          |
|    | Italia (bandiera) | P     | Fausto Mezzanzanica |

| N. |                   | Ruolo | Calciatore       |
| -- | ----------------- | ----- | ---------------- |
|    | Italia (bandiera) | A     | Vittorio Morelli |
|    | Italia (bandiera) | D     | Renato Picci     |
|    | Italia (bandiera) | D     | Roberto Ricci    |
|    | Italia (bandiera) | A     | Renato Ronconi   |
|    | Italia (bandiera) | D     | Riccardo Sorci   |
|    | Italia (bandiera) | C     | Dante Serra      |
|    | Italia (bandiera) | A     | Pietro Testa     |
|    | Italia (bandiera) | C     | Mario Uxa        |
|    | Italia (bandiera) | A     | Bruno Villa      |
|    | Italia (bandiera) | C     | Ezio Volpi       |

## Risultati

### Girone di andata
| Arbitro: | Piantoni (Terni) |

|                          |           |  |
| Mazzanti 47’ Orlandi 81’ | Marcatori |  |

| Arbitro: | Berardi (Perugia) |

|            |           |  |
| Santin 76’ | Marcatori |  |

| Arbitro: | Bellotto (Pordenone) |

|                  |           |  |
| Uxa 14’ Lodi 81’ | Marcatori |  |

| Arbitro: | De Angelis (Pescara) |

|  |           |          |
|  | Marcatori | 83’ Neri |

| Arbitro: | Varazzani (Parma) |

|               |           |           |
| Bartolini 72’ | Marcatori | 70’ Testa |

| Arbitro: | Rancher (Roma) |

|                 |           |  |
| Furini 31’, 50’ | Marcatori |  |

| Arbitro: | Rossini (Cremona) |

|                                       |           |             |
| Testa 14’, 54’ Morelli 80’ (rig.) 89’ | Marcatori | 57’ Bertoni |

| Arbitro: | Rimoldi (Milano) |

|                  |           |  |
| Morelli 70’, 88’ | Marcatori |  |

| Arbitro: | Soravia (Ancona) |

|                        |           |  |
| Mencacci 30’ Colla 48’ | Marcatori |  |

| Arbitro: | Ciferri (Roma) |

|                     |           |              |
| Bellotti 89’ (aut.) | Marcatori | 90’ Pagliari |

| Arbitro: | Trezza (Verona) |

|                      |           |                          |
| Morelli 11’ Luzi 40’ | Marcatori | 63’ Bortolon 80’ Bertini |

| Arbitro: | Lombardini (Firenze) |

|                             |           |                     |
| Zucchini 10’ Magli 15’, 62’ | Marcatori | 42’ Uxa 80’ Ronconi |

| Arbitro: | Di Laura (Roma) |

|               |           |                                   |
| Bonizzoni 20’ | Marcatori | 1’, 9’ Lodi 24’ Serra 62’ Ronconi |

| Arbitro: | Negri (Monza) |

|           |           |  |
| Serra 62’ | Marcatori |  |

| Livorno 17 gennaio 1960 15ª giornata | Livorno           | 0 – 0 | Forlì | Stadio Comunale\| Arbitro: \| Rossini (Cremona) \| |
| Arbitro:                             | Rossini (Cremona) |       |       |                                                    |

| Arbitro: | Zanchi (Mestre) |

|                          |           |                     |
| Uxa 23’ Serra 37’ (rig.) | Marcatori | 76’ (aut.) Brunelli |

| Arbitro: | Franzolin (Milano) |

|              |           |          |
| Malavasi 20’ | Marcatori | 87’ Lodi |

### Girone di ritorno
| Arbitro: | Grillo (Afragola) |

|              |           |              |
| Bassi II 39’ | Marcatori | 53’ Clemente |

| Arbitro: | Carminati (Milano) |

|                |           |               |
| Ricci 46’, 63’ | Marcatori | 87’ Scarnicci |

| Arbitro: | Orlando (Bergamo) |

|                                  |           |  |
| Mangani 2’ Novelli 32’ Cerri 78’ | Marcatori |  |

| Arbitro: | Rimoldi (Milano) |

|  |           |               |
|  | Marcatori | 37’, 87’ Lodi |

| Arbitro: | Cotugno (Civitavecchia) |

|             |           |                |
| Ronconi 82’ | Marcatori | 78’ Cottignola |

| Arbitro: | Magrini (Venezia) |

|           |           |             |
| Serra 57’ | Marcatori | 31’ Firotto |

| Arbitro: | Di Laura (Roma) |

|           |           |                  |
| Bellu 32’ | Marcatori | 47’ (rig.) Serra |

| Arbitro: | Torcini (Firenze) |

|                               |           |          |
| Sanna 19’, 56’, 66’ Lepri 89’ | Marcatori | 9’ Ricci |

| Arbitro: | Sanguineti (Chiavari) |

|             |           |  |
| Ronconi 52’ | Marcatori |  |

| Arbitro: | Marengo (Chiavari) |

|                          |           |  |
| Pagliari 9’ Martelli 77’ | Marcatori |  |

| Arbitro: | Zanchi (Mestre) |

|              |           |  |
| De Rossi 13’ | Marcatori |  |

| Arbitro: | Barolo (Noale) |

|                                |           |           |
| Ronconi 43’ Ricci 72’ Lodi 83’ | Marcatori | 42’ Magli |

| Arbitro: | Rancher (Roma) |

|                                            |           |                                |
| Serra 2’ Morelli 25’, 42’ (rig.) Ricci 30’ | Marcatori | 22’ (rig.) Danova 35’ Flaborea |

| Arbitro: | Ciferri (Roma) |

|               |           |        |
| Saporetti 78’ | Marcatori | 1’ Uxa |

| Arbitro: | Rimoldi (Milano) |

|  |           |                             |
|  | Marcatori | 12’, 61’ Bretti 76’ Morelli |

| Arbitro: | Smorto (Reggio Calabria) |

|            |           |  |
| Durelli 3’ | Marcatori |  |

| Arbitro: | Virgili (Roma) |

|                          |           |                |
| Serra 15’ (rig.) Uxa 81’ | Marcatori | 22’ Lucchesini |